# Distretto di Alfonso Ugarte
Il distretto di Alfonso Ugarte è un distretto del Perù nella provincia di Sihuas (regione di Ancash) con 874 abitanti al censimento 2007 dei quali 258 urbani e 616 rurali.
È stato istituito il 27 marzo 1953.